# Bonnes (Vienne)
 Bonnes  es una población y comuna francesa, situada en la región de Poitou-Charentes, departamento de Vienne, en el distrito de Poitiers y cantón de Saint-Julien-l'Ars.

## Demografía
| 1082 | 950 | 979 | 1211 | 1288 | 1473 |
| Para los censos de 1962 a 1999 la población legal corresponde a la población sin duplicidades (Fuente: INSEE [Consultar]) |     |     |      |      |      |